# 薛禥
薛禥（1435年—？），字元吉，山西平陽府河津縣人，明朝政治人物。進士出身。

## 生平
山西鄉試第十一名。天順八年（1464年）甲申科會試第一百六名，殿試登進士第三甲第一百三十五名。

## 家族
曾祖薛貞，贈大理寺卿。祖父薛瑄，贈禮部侍郎兼翰林學士。父亲薛溥。